# Del buen salvaje al buen revolucionario
Del buen salvaje al buen revolucionario es un libro publicado en 1976 por Carlos Rangel que busca una nueva interpretación de la realidad de América Latina alejada y en confrontación con lo que el autor considera son mitos difundidos y poco cuestionados sobre la identidad latinoamericana que promueven sobre todo las clases intelectuales nacionalistas y socialistas de la región y que inclusive ha sido exportada como imagen al resto del mundo.
El libro ha conocido más de dieciséis ediciones en español y ha sido traducido al inglés, francés, italiano, portugués y alemán. El prólogo fue escrito por el pensador francés Jean-François Revel. El epílogo por los treinta años de la publicación del libro, en 2006, corrió a cargo del analista político cubano Carlos Alberto Montaner.

## Argumento

### Objetar el mito del buen salvaje
El principal mito a rebatir por Rangel es lo que él identifica como una versión adaptada del mito del buen salvaje y la Edad de oro —mitos del Viejo Mundo— en la que los latinoamericanos serían personas buenas pero corrompidas por la sociedad occidental que ha destruido sus valores originales y de la que habrá que liberarse por medio de revoluciones que alejen a América Latina de Occidente y restablezcan una identidad perdida y distinta de la occidental.
Esta mitología sería el resultado de un proceso compensatorio ante el fracaso histórico de las naciones hispanoamericanas frente al progreso de la europea y la norteamericana que en algunos casos partieron de iguales o peores condiciones.
Evidentemente transformar una sociedad previa en otra requiere su tiempo y ahora más que nunca las sociedades meso y sudamericanas tienen el reto de conseguirlo.

### Rechazo del victimismo latinoamericano
El autor emplea en el libro análisis en el campo de la historia, la psicología y filosofía. Rangel no niega que América Latina haya sufrido vejaciones a lo largo de la historia, lo que rechaza es el victimismo nacionalista que traslada toda culpa del subdesarrollo a otras naciones y la existencia de una identidad latinoamericana diferente de Occidente.

### Crítica al «buen revolucionario»
La errada visión de América Latina como víctima del mundo desarrollado y de las clases pudientes ha forjado un personaje tipo, el «buen revolucionario», que promueve el populismo, el proteccionismo, el caudillismo[cita requerida] y el autoritarismo como solución para la región en «venganza» por los males recibidos por los occidentales, personaje al cual se le debe disculpar sus exabruptos en nombre de su «buena causa». Para el autor, la revolución, el populismo y la idolatría del Estado del «buen revolucionario» latinoamericano no son más que la continuación de los males que ya existían en las sociedades precolombinas, la Colonia y las repúblicas decimonónicas, por ende ese camino no corrige sino que agravaba esa herencia.

### Defensa de Occidente: América Española
Carlos Rangel hace un alegato a favor de los valores occidentales odiados por el «buen revolucionario» a los que, según el libro, tontamente se culpa de los males de las naciones hispanoamericanas. La salida al estancamiento de América Latina —a la que Rangel prefiere llamar América Española— es para el autor el acercamiento a Occidente, del cual es parte, a través del liberalismo y sus valores favorables a la soberanía individual, la igualdad ante la ley, la propiedad privada, y la libertad sin adjetivos, y que este camino es el que conduce a la prosperidad como precisamente demuestra la sociedad occidental.

## Recepción
Para algunos críticos el libro de Rangel es la antítesis al libro Las venas abiertas de América Latina publicado en 1971 por Eduardo Galeano, un icono de la izquierda latinoamericana. Las posiciones teóricas e ideológicas del libro causaron una gran controversia al momento de su publicación. En 1976, en el año de su publicación, detractores de sus ideas quemaron públicamente ejemplares del libro en la Universidad Central de Venezuela.